# Huszár Mátyás
Huszár Mátyás (Kisheresztény, 1778. – Nagyvárad, 1843. március 10.) vízépítő mérnök, geodéta, táblabíró.

## Életpályája

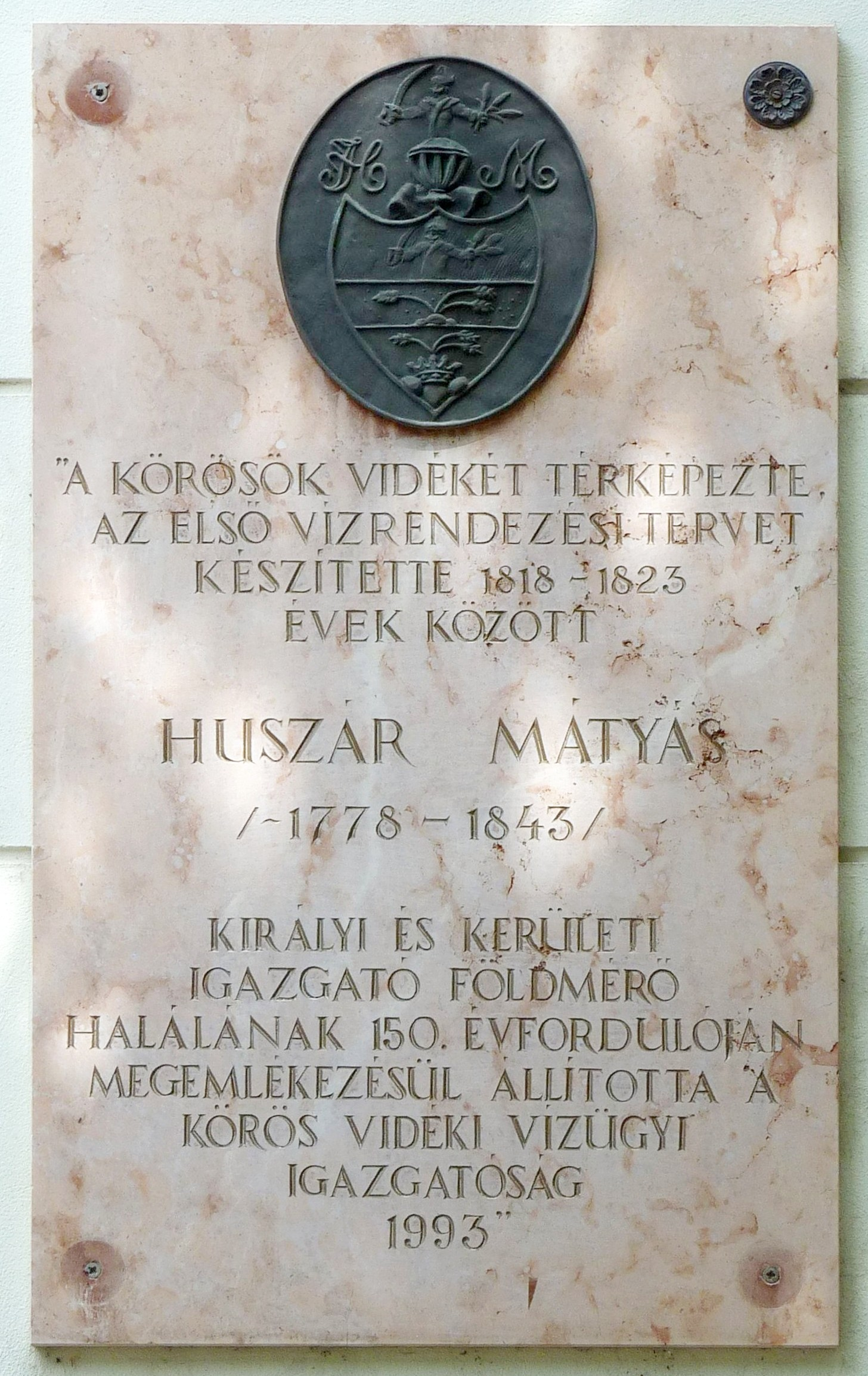
Huszár Mátyás emléktáblája Gyulán

1778-ban született Kisherestyénben. Diplomáját a pesti egyetem mérnöki szakán, az Institutum Geometricumban szerezte. 1802-ben az Esterházy család tatai birtokán dolgozott, 1806-tól 1808-ig Szatmárnémeti hites mérnöke  volt, majd 1818-ban a Körös-szabályozás igazgató mérnöke lett Nagyváradon. 1823-ban a Duna felvételéhez rendelték ki igazgató-mérnöki beosztásban. Lejtmérési munkálatait Bogovich Károllyal és Holecz Andrással úgy egyeztette, a Hortobágyon és a Veresnádon át egységes szintezési hálózatot hoztak létre Nagyszőlőstől Szegedig. 1824-ben hajózási felügyelő.
Nagyváradon hunyt el 65 évesen, 1843. március 10-én.

## Munkássága
- Elkészítette a Tiszántúl folyó-szabályozásának tervét.
- Elsőnek térképezte fel a Dunát, a Marost, a Tiszát és a Körösöket.
- Szintező műszert tervezett állványzattal és mikrométeres csavarral.
- Kezdeményezésére vezették be a tízes számrendszert a szintezőléceken s általában a geodéziai gyakorlatban

## Emlékezete
Nevét viseli Szegeden a Huszár Mátyás rakpart.